# Leiding (Heining-lès-Bouzonville)

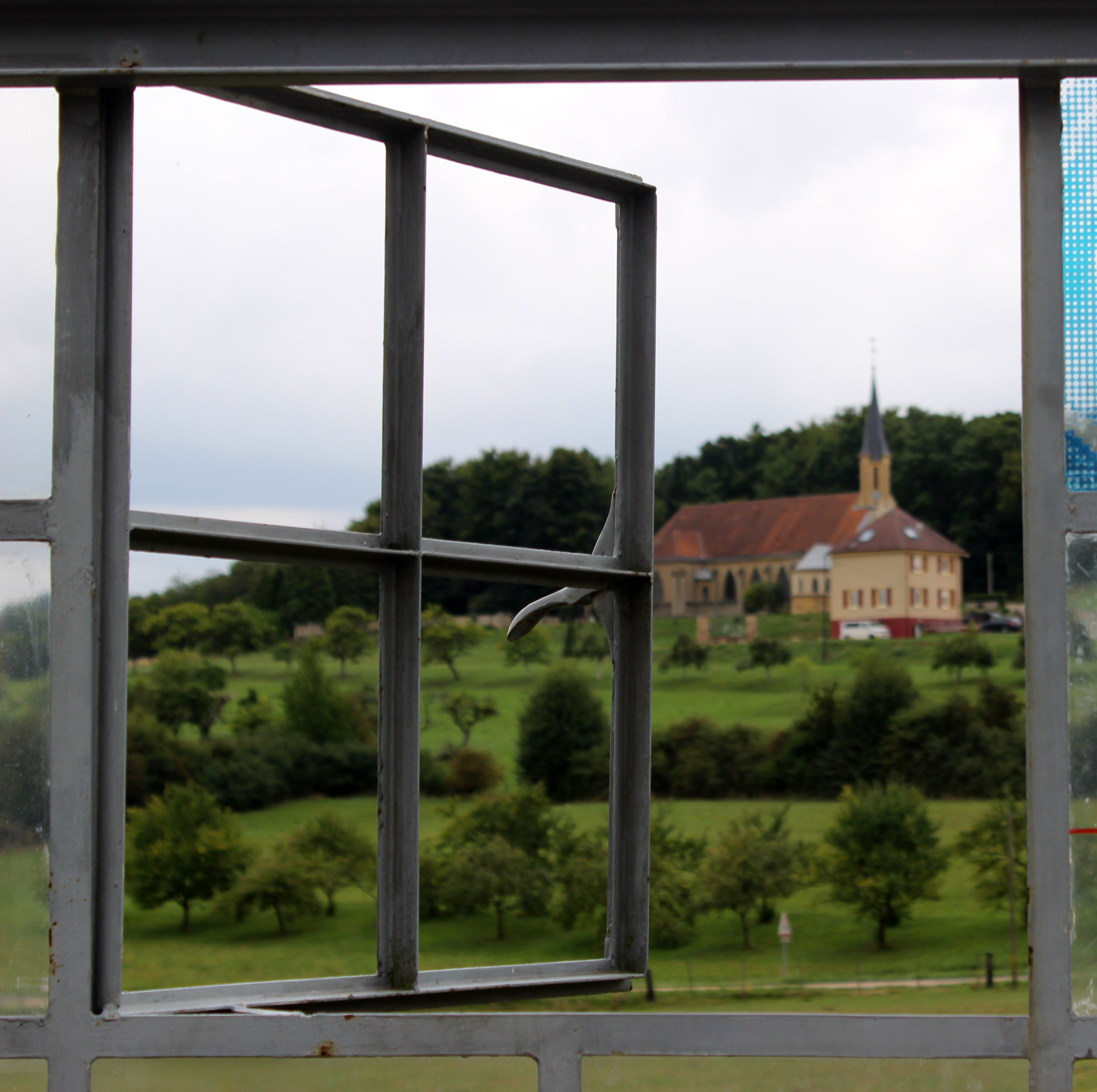
Blick vom deutschen Grenzblickfenster auf die Kirche Sainte-Jeanne-d'Arc in Leiding. Die Grenze verläuft vor der unteren Baumreihe.

Leiding (deutsch Leidingen) ist ein Ortsteil der französischen Gemeinde Heining-lès-Bouzonville im Département Moselle der Region Grand Est (bis 2015 Lothringen). Sie liegt unmittelbar an der deutschen Grenze auf der Hochebene des Saargaus. Auf der deutschen Seite liegt Leidingen, ein Ortsteil der saarländischen Gemeinde Wallerfangen. Beide Orte bildeten bis zu der Grenzkonvention zwischen Preußen und Frankreich 1829 eine gemeinsame Gemeinde.
Die deutsch-französische Grenze verläuft durch den Ort in der Mitte einer 1,6 Kilometer langen Straße. Auf der deutschen Seite heißt diese Neutrale Straße, auf der französischen Rue de la Frontière. Die französische Seite hat 28 Einwohner, die deutsche Seite 192 Einwohner. Erst seit den 2010er Jahren gibt es verstärkte Bestrebungen beider Orte, in der Trinkwasserversorgung, dem Straßenbau und der Abwasserentsorgung zusammenzuarbeiten. Hierfür mussten unter anderem EU-Gelder beantragt und bürokratische Hürden genommen werden.